# Canal+
Canal+ (Канал+, Канал плюс) — частный общефранцузский полууниверсальный эфирный телевизионный канал с абонентской платой, основные направления которого кино и спорт. Телеканал открывает доступ ежедневно с 18:45 до 19:10 по парижскому времени для просмотра выпуска новостей, а также повтор этого выпуска на следующий день с 6:55 до 7:15 по парижскому времени. Первый частный канал с абонентской платой во Франции, принадлежит французской медиакомпании Groupe Canal+ (филиал Vivendi).

## История
Канал начал своё вещание 4 ноября 1984 года в 8:00. В 1986 году у канала был один миллион подписчиков. В конце 2005 года количество подписчиков составляет 5 миллионов подписчиков, что составляло около 7,5 % от всего населения Франции
С запуском цифрового спутника 27 апреля 1996 года появились родственные каналы:
- Canal+ Jaune (Жёлтый) на данный момент Canal+ Cinéma(s).
- Canal+ Bleu (Синий) на данный момент Canal+ Sport 360.
- Canal+ Vert (Зелёный) на данный момент Canal+ Sport.[1]
- Canal+ 16/9.
- Canal+ Family  на данный момент Canal+ Kids.

## Известные телеведущие
- Патрик Пуавр д’Арвор — французский журналист и писатель
- Ален Шаба — член группы юмористов Les Nuls
- Патрик Брюэль — с 2004 года является ведущим программы «Мировой тур покера»
- Вилли Саньоль — консультант с апреля 2009 года
- Эме Жаке — консультант с 1998 года, комментирует матчи Лиги Чемпионов
- Кристоф Дюгарри — консультант, ведёт передачу Les spécialistes
- Марсель Десайи — консультант
- Дориа Тийе — ведущая прогноза погоды
- Клара Морган — ведущая программы Le Journal du hard[фр.] в 2001—2008 годах
- Себастьен Тоэн[фр.] — ведущий программы Le Journal du hard[фр.] с 2014 года

## Каналы
- Canal+ Spain — запущен в 1990 году как платный аналоговый канал. На данный момент часть альянса Digital+.
- Canal+ Poland — спутниковое телевидение Cyfra+.
- Canal+ Scandinavia — запущен в 1977 году, платное телевидение C More Entertainment.
- Canal+ Netherlands — впоследствии купленный FilmNet — название, использованное для различных платных телевизионных каналов в Европе в течение 1980-х, 1990-х и 2000-х годов. В 2006 году каналы были собственностью медиакомпании Liberty Global.
- Canal+ Flanders — впоследствии был продан. На данный момент известен как Prime TV.
- Canal+ Wallonia — известен как BeTV.
- Tele+ Digitale — итальянское отделение, продана компании News Corporation. На данный момент компания известна как Sky Italia.
- Premiere — платный немецкий телеканал, запущенный в 1990 году. Был основан Canal+, Bertelsmann и Kirch Group. На данный момент компания известна как Sky Deutschland, собственником которой является News Corporation, основанная Рупертом Мёрдоком.
- Canal+ Horizons — телеканал, вещающий в Африке и на Ближнем Востоке.

## Программы
- Французские телесериалы: Огги и тараканы, Les Guignols de l’info, Groland, Spiral (Engrenages), H, Mafiosa, Jamel Comedy Club, Hard, Djihad, Pigalle, la Nuit, La Commune, Braquo, Scalp, Le Grand Journal, La Matinale, + Clair, L'édition spéciale, Jeudi Investigation, Dimanche+.
- Американские телесериалы: Офис, Отчаянные домохозяйки, Студия 30, 24 часа, Большая любовь, Декстер, Вспомни, что будет, Щит, Как я встретил вашу маму, Дурман, Безумцы, Мёртвые до востребования, В Филадельфии всегда солнечно, Два с половиной человека, Секс в другом городе
- Французские мультсериалы: Оазис Оскара, Жили были… первооткрыватели, Жила-была жизнь
- Американские мультсериалы: Южный парк, Американский папаша!, Сумасшедшие за стеклом, или Мультреалити, Гриффины, Симпсоны
- Японские мультсериалы: Стальной алхимик, Monster, Самурай чамплу, Нуар
- Британские телесериалы: Молокососы, Джекил, Главный подозреваемый, Компьютерщики
- Ирландский/Канадские телесериалы: Тюдоры, Деграсси
- Детские телесериалы: Ох уж эти детки!, Телепузики, Смешарики

## Критика
1 февраля 2016 года в 22:30 Canal+ показал документальный фильм Поля Морейра «Украина, маски революции» в рамках программы «Специальное расследование» (англ. Special Investigation). Показ фильма вызвал массовое возмущение украинских общественных и политических деятелей, участвовавших в Евромайдане или поддержавших его. Ещё до показа Министерство иностранных дел Украины обратилось к Венсану Боллоре, председателю наблюдательного совета Canal+, с просьбой не показывать данный фильм, так как он «даёт зрителю ложное представление о ситуации на Украине». После первого показа фильм получил смешанные критические отзывы французских и международных СМИ.

## Кинопроизводство
В 1990-х годах Canal+ принимал участие в создании российско-французских художественных кинофильмов «Утомлённые солнцем», «Вор», «Восток-Запад», «Русский бунт» и «Сибирский цирюльник».

## Группа Canal+
- Canalsat
- i>Télé
- Sport+
- StudioCanal